# Tyrannus melancholicus
Tyrannus melancholicus е вид птица от семейство Tyrannidae.

## Разпространение
Видът е разпространен в Аржентина, Аруба, Белиз, Боливия, Бразилия, Венецуела, Гренада, Гватемала, Гвиана, Еквадор, Колумбия, Коста Рика, Мексико, Никарагуа, Панама, Парагвай, Перу, Салвадор, Суринам, САЩ, Тринидад и Тобаго, Уругвай, Френска Гвиана, Хондурас и Чили.

## Галерия
- T. m. satrapa в Панама
- Хранене на малките